# Eva Stukenbrock
Eva Holtgrewe-Stukenbrock (* 1976) ist eine dänische Biologin.
Sie forscht am Max-Planck-Institut für Evolutionsbiologie und ist Professorin für Umweltgenomik an der Christian-Albrechts-Universität zu Kiel.

## Leben
Eva Stukenbrock studierte von 1998 bis 2004 an der Universität Kopenhagen, wo sie 2002 den B. Sc. und 2004 den M. Sc.
in Biologie erwarb. Danach wechselte sie an die ETH Zürich, wo sie 2007 promovierte.
2008 bis 2010 war sie als Postdoc am Bioinformatics Research Center der Universität Aarhus tätig.
2010 bis 2014 leitete sie eine Projektgruppe am Max-Planck-Institut für terrestrische Mikrobiologie in Marburg.
2014 wurde sie auf eine Professur für Umweltgenomik an die CAU Kiel
berufen und forscht seitdem gleichzeitig am Max-Planck-Institut für Evolutionsbiologie in Plön.
Ihre Forschung beschäftigt sich mit den Beziehungen zwischen Pflanzen und Mikroorganismen, insbesondere mit den genetischen Grundlagen des Zusammenlebens von Pilzen mit verschiedenen Wirtsorganismen. Sie untersucht durch Pilze verursachte Tier- und Pflanzenkrankheiten.
An der CAU leitet sie das „Kiel Plant Center“ (KPC), in dem sich Forscher verschiedener Fachrichtungen mit Pflanzengesundheit und Ernährungssicherheit befassen.

## Privates
Eva Stukenbrock hat zwei Kinder und lebt in Plön.

## Auszeichnungen
- 2014: Max-Planck-Forschungsstipendium 2014–2019
- 2019: Max-Planck-Forschungsstipendium 2019–2024
- 2019: Fellow am Canadian Institute for Advanced Research (CIFAR)
- 2022: Mitglied der Französischen Akademie der Wissenschaften[2]

## Veröffentlichungen (Auswahl)
- Mareike Möller, Klaas Schotanus, Jessica L. Soyer, Janine Haueisen, Kathrin Happ, Maja Stralucke, Petra Happel, Kristina M. Smith, Lanelle R. Connolly, Michael Freitag, Eva H. Stukenbrock: Destabilization of chromosome structure by histone H3 lysine 27 methylation, 2019, Plos Genetics, 5(4), p.e1008093, doi:10.1371/journal.pgen.1008093
- Michael Habig, Gert HJ Kema, Eva H. Stukenbroc: Meiotic drive of female-inherited supernumerary chromosomes in a pathogenic fungus, 2018, Elife. e40251, doi:10.7554/eLife.40251.001
- Eva H. Stukenbrock, Julien Y. Dutheil: Comparison of fine-scale recombination maps in fungal plant pathogens reveals dynamic recombination landscapes and intragenic hotspots, 2018, Genetics 208.3: 1209–1229, doi:10.1534/genetics.117.300502
- Michael Habig, Jakob Quade, Eva H. Stukenbrock: Forward genetics approach reveals host-genotype dependent importance of accessory chromosomes in the fungal wheat pathogen Zymoseptoria tritici, 2017, mBio 8.6: e01919-17, doi:10.1128/mBio.01919-17
- Mareike Möller, Eva H. Stukenbrock: Evolution and genome architecture in fungal plant pathogens, 2017, Nature Reviews Microbiology: 15.12: nrmicro-2017, doi:10.1038/nrmicro.2017.76
- Klaas Schotanus, Jessica L. Soyer, Lanelle R. Connolly, Jonathan Grandaubert, Petra Happel, Kristina M. Smith, Michael Freitag, Eva H. Stukenbrock: Histone modifications rather than the novel regional centromeres of Zymoseptoria tritici distinguish core and accessory chromosomes, 2015, Epigenetics and Chromatin, 8:41, doi:10.1186/s13072-015-0033-5
- Stephan Poppe, Lena Dorsheimer, Petra Happel, Eva Stukenbrock: Rapidly Evolving Genes are Key Players in Host Specialization and Virulence of the Fungal Wheat Pathogen Zymoseptoria tritici (Mycosphaerella graminicola), 2015, PLoS Pathog 11(7): e1005055, doi:10.1371/journal.ppat.1005055
- Eva H. Stukenbrock, Freddy B. Christiansen, Troels T. Hansen, Julien Y. Dutheil, Mikkel H. Schierup: Fusion of two divergent fungal individuals led to the recent emergence of a new widespread pathogen species, 2012, Proc. Natl. Acad. Sci. USA. 109(27), 10954–10959, doi:10.1073/pnas.1201403109
- Eva H. Stukenbrock, Thomas Bataillon, Julien Y. Dutheil, Troels T. Hansen, Ruiqiang Li, Marcello Zala, Bruce A. McDonald, Jun Wang, Mikkel H. Schierup: The making of a new pathogen: Insights from comparative population genomics of the domesticated wheat pathogen Mycosphaerella graminicola and its wild sister species, 2011, Genome Research 21(12), 2157–2166, doi:10.1101/gr.118851.110
- Eva H. Stukenbrock, Frank G. Jørgensen, Marcello Zala, Troels T. Hansen, Bruce A. McDonald, Mikkel H. Schierup: Whole genome and chromosome evolution associated with host adaptation and speciation of the wheat pathogen Mycosphaerella graminicola, 2010, PLoS Genet. 6(12): e1001189, doi:10.1371/journal.pgen.1001189